# Nikolaj Zimjatov
Nikolaj Semjonovitj Zimjatov (ryska: Николай Семёнович Зимятов) född 28 mars 1955 i Moskva, var en av de mest framgångsrika sovjetiska/ryska manliga längdskidåkarna någonsin.
Han föddes 28 juni 1955 i Moskva, och tränade i Spartak och senare vid Försvarsmaktens idrottssällskap. Han var den första idrottaren i historien att vinna tre guldmedaljer vid samma vinter-OS - 30 km, 50 km, och 4 x 10 km stafett i Lake Placid 1980. Han vann också 30 kilometer vid olympiska vinterspelen 1984 i Sarajevo och belönades med Orden för vänskap mellan folk det året.
Zimjatov vann även ett silver på 30 km vid världsmästerskapen i nordisk skidsport 1978 i Lahtis.